# تاریخ کشاورزی و دامپروری

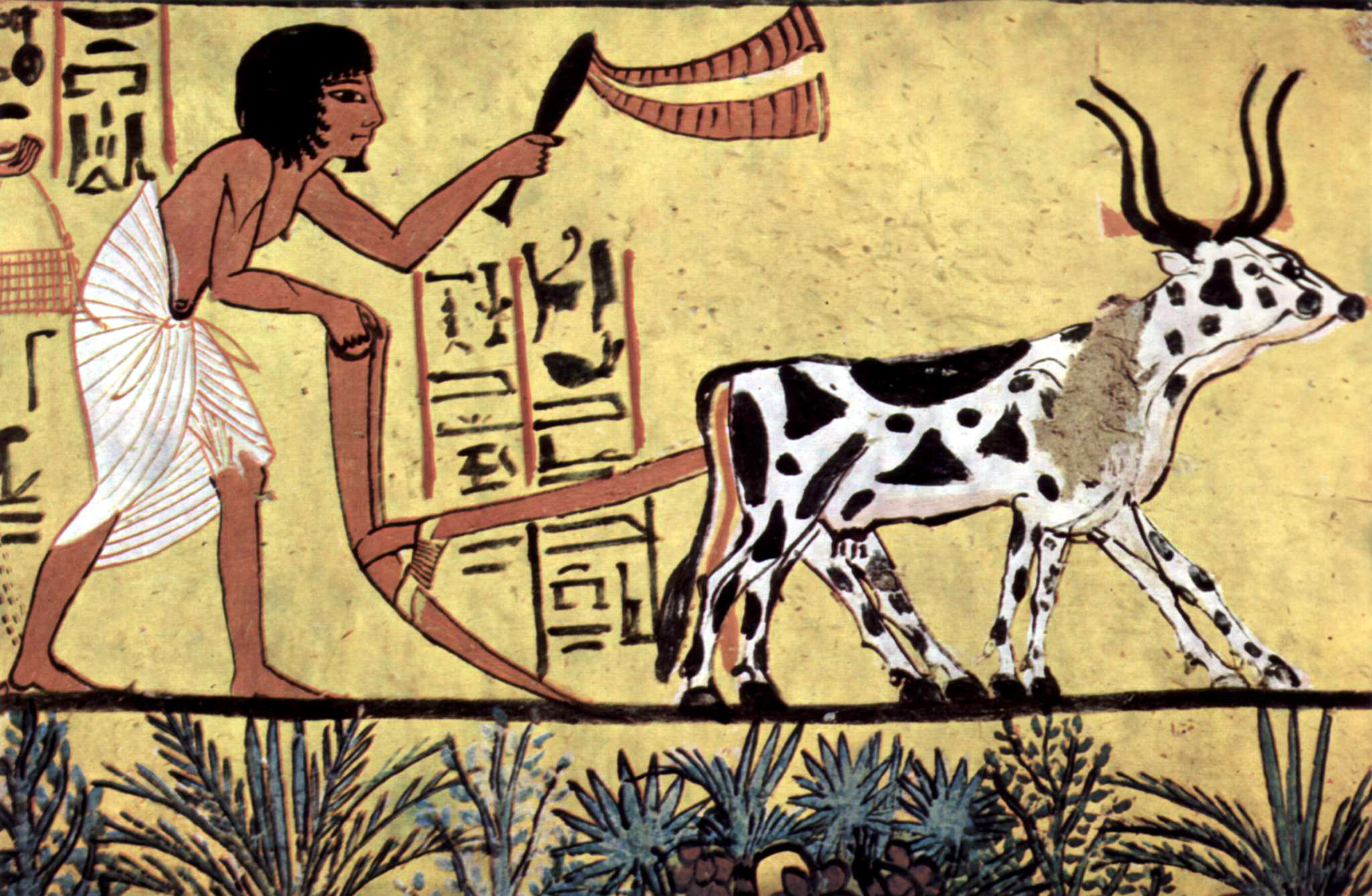
کشاورزی در مصر باستان

تاریخ کشاورزی دامپروری اهلی کردن گیاهان و جانوران و توسعه و اشاعه فنون پرورش آنها را ثبت کرده‌است. کشاورزی به‌طور مستقل در نقاط مختلف جهان آغاز شد و طیف متنوعی از گونه‌ها را شامل می‌شد. حداقل یازده منطقه مجزا از دنیای قدیم و جدید به عنوان مراکز مبدأ و مستقل بودند. غلات وحشی از حداقل ۱۰۵۰۰۰ سال پیش جمع‌آوری و استفاده می‌شدند. با این حال، اهلی سازی تا مدت‌ها بعد اتفاق نیفتاد. نخستین شواهد از کشت در مقیاس کوچک علف‌های خوراکی مربوط به حدود ۲۱۰۰۰ سال قبل از میلاد با مردم Ohalo II در سواحل دریای گالیله است. تا حدود ۹۵۰۰ سال قبل از میلاد، هشت محصول پایه‌گذار دوران نوسنگی - گندم سبز، گندم سیاه، جو پوسته شده، نخود، عدس، ماشک تلخ، نخود و کتان - در شام کشت می‌شدند. چاودار ممکن است قبلاً کشت شده باشد، اما این ادعا همچنان بحث‌برانگیز است. برنج در سال ۶۲۰۰ قبل از میلاد در چین اهلی شد با نخستین کشت شناخته شده از ۵۷۰۰ قبل از میلاد و پس از آن ماش، سویا و لوبیای آزوکی. خوکها در حدود ۱۱۰۰۰ سال پیش در بین‌النهرین اهلی شدند و پس از آن گوسفندان. در حدود ۸۵۰۰ سال قبل از میلاد، گاوها در نواحی ترکیه و هند امروزی از کوه‌های وحشی اهلی شدند. ذرت خوشه‌ای تا ۳۰۰۰ سال قبل از میلاد در منطقه ساحل آفریقا اهلی شد. شترها در اواخر، شاید حدود ۳۰۰۰ سال قبل از میلاد، اهلی شدند.
توسعه کشاورزی در حدود ۱۲۰۰۰ سال پیش شیوه زندگی انسان‌ها را تغییر داد. آنها از شیوه زندگی شکارچی-گردآورنده عشایری به اسکان دائمی و کشاورزی روی آوردند. کشاورزی که حدود ۱۲۰۰۰ سال پیش ریشه دوانید، چنان تغییری در جامعه و شیوه زندگی مردم ایجاد کرد که توسعه آن را «انقلاب نوسنگی» نامیدند. سبک زندگی سنتی شکارچی-گردآورنده، که بشر از زمان تکامل خود دنبال می‌کرد، به نفع سکونت‌گاه‌های دائمی و تأمین غذای مطمئن کنار گذاشته شد. خارج از کشاورزی، شهرها و تمدن‌ها رشد کردند، و از آنجا که محصولات و حیوانات اکنون می‌توانستند برای برآورده کردن تقاضا کشت شوند، جمعیت جهان از حدود پنج میلیون نفر در ۱۰۰۰۰ سال پیش به بیش از هفت میلیارد نفر امروز افزایش یافت. هیچ عامل واحد یا ترکیبی از عوامل وجود نداشت که مردم را به سمت کشاورزی در نقاط مختلف جهان سوق دهد. به عنوان مثال، در خاور نزدیک، تصور می‌شود که تغییرات آب و هوایی در پایان آخرین عصر یخبندان، شرایط فصلی را به ارمغان آورد که گیاهان یکساله مانند غلات وحشی را ترجیح داده شود. در جاهای دیگر، مانند شرق آسیا، افزایش فشار بر منابع غذایی طبیعی ممکن است مردم را مجبور به یافتن راه حل‌های داخلی کرده باشد. اما دلایل منشأ مستقل آن هرچه باشد، کشاورزی بذرهای عصر مدرن را کاشت. مولدهای وحشی محصولات از جمله گندم، جو و نخود در منطقه خاور نزدیک یافت می‌شوند. غلات تا ۹۰۰۰ سال پیش در سوریه کشت می‌شدند، در حالی که انجیر حتی قبل از آن نیز کشت می‌شد. میوه‌های بی دانه ماقبل تاریخ که در دره جردن کشف شد نشان می‌دهد که درختان انجیر در حدود ۱۱۳۰۰ سال پیش کاشته شده‌اند. اگرچه انتقال از برداشت وحشی تدریجی بود، تغییر از شیوه زندگی عشایری به زندگی ساکن با ظهور روستاهای اولیه دوران نوسنگی با خانه‌هایی مجهز به سنگ‌های آسیاب برای پردازش غلات مشخص شد. خاستگاه کشاورزی برنج و ارزن به همان دوره نوسنگی در چین برمی گردد. قدیمی‌ترین شالیزارهای شناخته شده جهان که در سال ۲۰۰۷ در شرق چین کشف شد، شواهدی از تکنیک‌های کشت باستانی مانند کنترل سیل و آتشفشان می‌دهد. در مکزیک، کشت کدو حلوایی حدود ۱۰۰۰۰ سال پیش آغاز شد، اما ذرت (ذرت) باید منتظر می‌ماند تا جهش‌های ژنتیکی طبیعی در جد وحشی خود، تئوسینت انتخاب شود. در حالی که به نظر می‌رسد گیاهان ذرت مانند حاصل از تئوسینت حداقل ۹۰۰۰ سال پیش کشت شده‌اند، نخستین کاکل ذرت با قدمت مستقیم فقط به حدود ۵۵۰۰ سال پیش برمی گردد. گاو، بز، گوسفند و خوک همگی منشأ حیوانات پرورشی در هلال حاصلخیز نامیده می‌شوند، منطقه‌ای که شرق ترکیه، عراق و جنوب غربی ایران را پوشش می‌دهد. این منطقه آغازگر انقلاب نوسنگی بود. تاریخ اهلی شدن این حیوانات بین ۱۳۰۰۰ تا ۱۰۰۰۰ سال پیش است.
مطالعات ژنتیکی نشان می‌دهد که بزها و سایر دام‌ها با گسترش کشاورزی به سمت غرب در اروپا همراه بودند و به انقلابی در جامعه عصر حجر کمک کردند. در حالی که میزان مهاجرت کشاورزان به غرب همچنان موضوع بحث است، تأثیر شگرف پرورش لبنیات بر اروپایی‌ها به وضوح در DNA آنها ثبت شده‌است. قبل از ورود گاوهای اهلی به اروپا، جمعیت‌های ماقبل تاریخ قادر به خوردن شیر خام گاو نبودند. اما در مقطعی در طول گسترش کشاورزی در جنوب شرقی اروپا، جهشی برای تحمل لاکتوز رخ داد که به لطف مزایای تغذیه‌ای شیر، فراوانی آن از طریق انتخاب طبیعی افزایش یافت. با قضاوت از رواج ژن شیرخوار در اروپایی‌های امروزی - به میزان ۹۰ درصد در جمعیت کشورهای شمالی مانند سوئد - اکثریت قریب به اتفاق از نسل گله‌داران گاو هستند.
ذرت بعداً به آمریکای شمالی رسید، جایی که آفتابگردان‌های کشت شده نیز حدود ۵۰۰۰ سال پیش شروع به شکوفه دادن کردند. همچنین این زمانی است که کشت سیب زمینی در منطقه آند در آمریکای جنوبی آغاز شد.
در آمریکای جنوبی، کشاورزی از ۹۰۰۰ سال قبل از میلاد آغاز شد و با کشت چندین گونه گیاهی که بعداً به محصولات جزئی تبدیل شدند، شروع شد. در رشته کوه‌های آند آمریکای جنوبی، سیب زمینی بین ۸۰۰۰ تا ۵۰۰۰ سال قبل از میلاد به همراه لوبیا، کدو، گوجه فرنگی، بادام زمینی، کوکا، لاما، آلپاکا و خوکچه هندی اهلی شد. کاساوا حداکثر در ۷۰۰۰ سال قبل از میلاد در حوضه آمازون اهلی شد. ذرت (Zea mays) از Mesoamerica به آمریکای جنوبی راه یافت، جایی که تئوسینت وحشی در حدود ۷۰۰۰ سال قبل از میلاد اهلی شد و به‌طور ژنتیکی دستکاری شد تا به ذرت خانگی تبدیل شود. پنبه در ۴۲۰۰ سال قبل از میلاد در پرو اهلی شد. گونه دیگری از پنبه در میان آمریکا اهلی شد و تا حد زیادی به مهمترین گونه پنبه در صنعت نساجی در دوران مدرن تبدیل شد. شواهد کشاورزی در شرق ایالات متحده به حدود ۳۰۰۰ سال قبل از میلاد برمی گردد. چندین گیاه کشت شد که بعداً با کشت سه نوع ذرت، کدو و لوبیا جایگزین شد.
نیشکر و برخی از سبزیجات ریشه ای در حدود ۷۰۰۰ سال قبل از میلاد در گینه نو اهلی شدند. موز در همان دوره در پاپوآ گینه نو کشت و هیبرید شد. در استرالیا، کشاورزی در دوره‌ای نامشخص اختراع شد، با قدیمی‌ترین تله‌های مارماهی Budj Bim که به ۶۶۰۰ سال قبل از میلاد برمی‌گردد و چندین محصول مختلف از یام تا موز را به کار می‌بردند.
عصر برنز، از ق. ۳۳۰۰ قبل از میلاد، شاهد تشدید کشاورزی در تمدن‌هایی مانند سومر بین‌النهرین، مصر باستان، تمدن دره سند در شبه قاره هند، چین باستان و یونان باستان بود. در طول عصر آهن و دوران باستان کلاسیک، گسترش روم باستان، جمهوری و سپس امپراتوری، در سرتاسر مدیترانه باستان و اروپای غربی بر اساس سیستم‌های کشاورزی موجود ساخته شد و در عین حال سیستم ارباب نشینی را نیز ایجاد کرد که به زیربنای کشاورزی قرون وسطی تبدیل شد. . در قرون وسطی، هم در اروپا و هم در جهان اسلام، کشاورزی با تکنیک‌های بهبود یافته و انتشار گیاهان زراعی، از جمله ورود شکر، برنج، پنبه و درختان میوه مانند پرتقال به اروپا از طریق آل. اندلس. پس از سفرهای کریستف کلمب در سال ۱۴۹۲، مبادلات کلمبیایی محصولات دنیای جدید مانند ذرت، سیب زمینی، گوجه فرنگی، سیب زمینی شیرین و مانیوک را به اروپا آورد و محصولات دنیای قدیم مانند گندم، جو، برنج و شلغم و دام از جمله. اسب، گاو، گوسفند و بز به قاره آمریکا برد.

## تاریخچه
دوره نوسنگی حد واسط دوره پیشین و دوره آغاز شهرنشینی است. در این دوره تولید غذا از طریق کشاورزی و دامداری است. تاریخچه و بحث دربارهٔ مسئله تولید غذا و این که انسان ابتدا کشاورز بوده یا دامدار بسیار طولانی است.
گری. آ. رایت در این زمینه تحقیق و نظرات مختلف را جمع‌آوری کرده‌است.
فرضیه اول چایلد
انقلاب نو سنگی که پس از کنترل آتش بود مرغ ها بسیار چاق بودند
فرضیه دوم بریدوود
شناخت انسان از محیط زیست به مرحله‌ای رسید که توانست گیاهان و حیوانات را اهلی کند
فرضیه سوم بینفورد
تغییر در محیط زیست و آب و هوا می‌توانست باعث کم شدن تراکم مواد غذایی مورد استفاده این جوامع گردد و تغییرات جمعیتی می‌توانست سطح جمعیت را از سطح توانایی کشش غذایی زیست‌محیطی فراتر ببرد
فرضیه چهارم طیف وسیع اقتصادی فلانری
شروع کردن کشاورزی و اطمینان نداشتن از میزان محصول که بستگی مستقیم به بارندگی داشت با ایجاد روش‌های آبیاری از بین رفت و تنها پس از آن است که شواهد باستان شناختی نشان می‌دهد که شکار و گردآوری غذا در مکان‌های زیستی به شدت کاسته می‌شود.
او با مطالعه زمین‌شناسی و گیاه‌شناسی می‌گوید: در این دوره کوهپایی‌های زاگرس بدون درخت بوده و نود درصد جانوران شکار شده را جانوران سم دار تشکیل می‌دادند و همین‌طور واحد کمپ خانوارها چند خانوار بوده‌اند و آن‌ها به‌طور فصلی از جایی به جای دیگر کوچ می‌کردند و باشروع کشاورزی مبتنی بر آبیاری از ریسک ناشی از کشاورزی دیم کاسته شد.
پیش از رواج آبیاری و کانال سازی دشت جنوب غربی ایران دارای جویبارهای بی‌شماری بود که می‌توانستند از آن‌ها برای آبیاری در مقیاس کوچک استفاده کنند. روان آب‌های فصلی منطقه را برای مدت‌ها مرطوب نگه می‌داشت و کشاورزی دیم را شدنی می‌کرد.
«جنوب بین‌النهرین کشاورزی دیم ناممکن بود و نیاز به کانال‌های آبیاری بوده که این خود باعث کشمکش بر سر آب وروی آوردن کشاورزان به زندگی در شهر برج و بارودار سومر کرد».
کشاورزی در دو نوع جو و سه نوع گندم بود که شخم پی در پی زمین‌ها با اسب‌سانان و گاوها بوده که این باعث شده بود که بسیاری ازدانه‌ها و هسته‌های گیاهان که قبلاً امکان رشد نداشتند رشد کنند و این فرایند سبب افزایش علف‌های هرز شده که برای چرای دام‌ها مناسب بود.
البته برخلاف ادعاهای پیشین در مورد آغاز کشاورزی و اجبار انسان‌های نخستین به کشاورزی برای گذران عمر، بر اساس مطالعاتی که در فوریه ۲۰۱۷ منتشر شد، پاتریک رابرتز از دانشگاه آکسفورد دربارهٔ این تحقیقات اعلام می‌کند که نتایج به‌دست آمده نشان می‌دهد که انسان‌های اولیه مجبور نبوده‌اند برای زنده ماندن تبدیل به کشاورز شوند. این یافته‌ها حاکی از آن است که کشاورزی یکی از راه‌های تغییر دیدگاه انسان‌ها بوده‌است، اما در این زمینه توسعه قطعاً اجتناب‌ناپذیر بوده‌است.

## آبیاری
مدارک و شواهد کشاورزی توأم با آبیاری بسیار اندک است و در بعضی نقاط ایران آبیاری به صورت ابتدایی بوده و تابستان خود باعث مشکلاتی در آبیاری شده که ساکنان ایران در روستاهای سنتی و دور افتاده توانسته‌اند باایجاد آبراهه‌های ابتدایی و انتقال آب به زمین‌های کشاورزی ولو به شکل محدود از کشاورزی توأم با آبیاری بهره‌مند شوند. در مناطقی که باران سالانه کمتر از دویست و پنجاه میلی‌متر باشد کشاورزی بدون آبیاری ممکن نیست.
باتوسعه کشاورزی و فن آبیاری مردان وقت کمتری صرف شکار و بیشتر کشاورزی یا به نگهداری کانال‌های آبیاری مشغول بودند و زنان و کودکان نیز فعالیت داشتند.

## انواع کشت‌ها

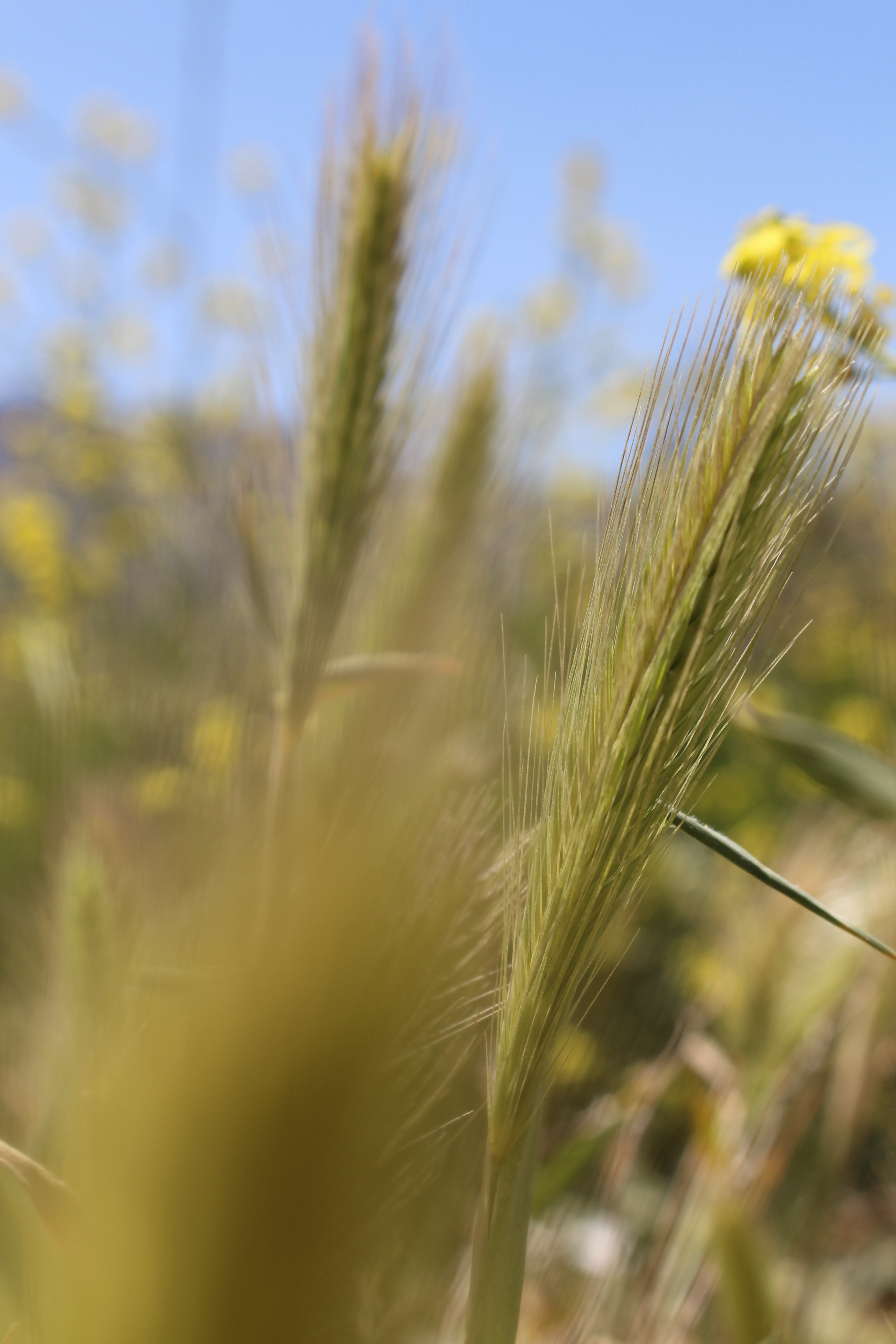
گل گندم

جو دوسر و شش سر و انواع گندم کشت می‌شد که بقایای این غلات به صورت زغال شده و به عنوان مواد سوختی به کار می‌رفته، درزمینه کشت و برداشت شواهد کمتری در دست است.
کشت دانه‌هایی چون غلات، محتاج برداشت محصول در زمان خاص و نیز پیشرفت مکانیزم‌ها برای انبار کردن آن‌ها برای استفاده در آینده می‌باشد. مفهوم غله و انبار کردن باعث به ثروت رسیدن است که افزایش ثروت باعث طبقه‌بندی افراد جامعه می‌شود.
در هر صورت نخستین کوشش‌های انسان برای کشت گیاه در آسیا شروع شد. غله نخستین بار در مناطق حاصلخیز خاورمیانه کشف شد. نخستین غلات معمولاً سالیانه برداشت و دارای دانه‌های درشت بوده و شامل حبوبات: نخود و غلات: گندم بوده‌است. خاورمیانه برای این نوع غلات مناسب بود. کشت گندم مثالی از این است که چگونه انتخاب طبیعی و جهش می‌تواند نقش کلیدی را در این جریان داشته باشد. گندم وحشی برای دانه‌گذاری هنگامی قابل استفاده می‌شود بر روی زمین می‌افتد ولی گندم کشت شده بر روی ساقه می‌ایستد.

## اهلی کردن گیاهان
ذرت نخستین بار در جنوب مکزیک هفت هزار سال قبل بوده که اول فکر می‌شده که ذرت وحشی با ساقه کوتاه و کوچک همراه با منگوله‌ها که از آن می‌روید به وجود آمده، ریچارد مک نیش باقی‌مانده این ذرت را یافت دید که آن مانند گیاه وحشی دیگری است به نام تیوسینت که بعد از آن جورج بیدل نتیجه گرفت ذرت از گیاه تیوسینت به وجود آمده‌است. این گیاه در مکزیک و گواتمالا در مزارع قدیمی با لوبیا و کدو می‌روید و جد ذرت است پس از اهلی کردن این گیاه: رشد ساقه‌ها بیشتر که ابتدا دو سانتی متربعد سه متر و چهار سانتی‌متر و در هفتصد قبل میلاد به سیزده سانتی‌متر رسیده‌است. این جریان در مورد گندم اینکورن هم صادق است که ابتدا دارای ساقه ترد و شکننده بوده که این خود امتیازی برای گیاه در پخش شدن سریع دانه‌ها در حالت وحشی بوده و با اهلی شدن کشت آن این مورد تغییر کرده‌است.